# (19002) Tongkexue
(19002) Tongkexue (2000 RD61) – planetoida z pasa głównego asteroid okrążająca Słońce w ciągu 3,71 lat w średniej odległości 2,4 j.a. Odkryta 1 września 2000 roku.